# Дочери Иакова

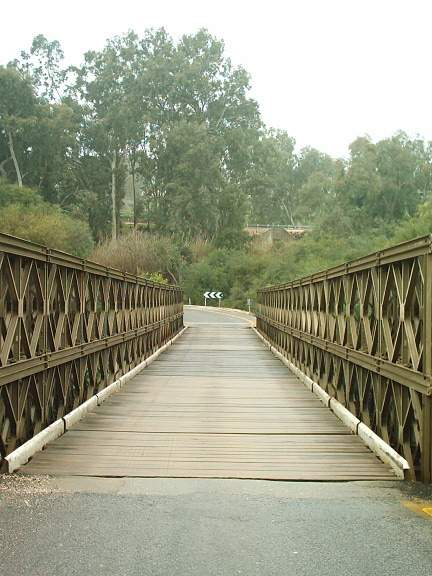
Мост дочерей Иакова над рекой Иордан

Дочери Иакова (ивр. בנות יעקב‎ Бнот-Яако́в) — в соответствии с некоторыми толкователями Пятикнижия: дочери библейского патриарха Иакова (Яакова) помимо единственной упомянутой в Библии дочери Дины.

## Дискуссия о существовании дочерей Иакова кроме Дины
Единственной дочерью Иакова, напрямую упомянутой в Библии, является Дина, дочь Иакова и Лии (Леи).
В описании событий, приведённом в Книге Бытия, упоминается рождение 12 сыновей Иакова и всего одной дочери:

«Потом родила дочь и нарекла ей имя: Дина».
Оригинальный текст (иврит)וְאַחַר יָלְדָה בַּת וַתִּקְרָא אֶת שְׁמָהּ דִּינָה
В перечислении членов семьи Иакова, пришедших с ним в Египет, также приводится упоминание единственной дочери — Дины:

«Это сыны Лии, которых она родила Иакову в Месопотамии, и Дину, дочь его».
Оригинальный текст (иврит)אֵלֶּה בְּנֵי לֵאָה אֲשֶׁר יָלְדָה לְיַעֲקֹב בְּפַדַּן אֲרָם וְאֵת דִּינָה בִתּוֹ
В полном перечислении членов семьи Иакова среди его потомков упомянута лишь одна женщина помимо Дины: дочь Асира (Ашера), Серах.
Данные упоминания привели к тому, что в более поздних источниках практически не подвергался сомнению факт отсутствия других дочерей у Иакова, и Дина указывалась как единственная его дочь.
Несмотря на отсутствие прямых упоминаний дополнительных дочерей Иакова, в тексте Книги Бытия содержится упоминание «дочерей Иакова» при формулировке в множественном числе. Так, в контексте описания продажи Иосифа в рабство его братьями приводится:

«И собрались все сыновья его и все дочери его, чтобы утешить его;»
Оригинальный текст (иврит)וַיָּקֻמוּ כָל בָּנָיו וְכָל בְּנֹתָיו לְנַחֲמוֹ
Также при описании перехода Иакова в Египет со своей семьёй указано:

«Сынов своих и внуков своих с собою, дочерей своих и внучек своих и весь род свой привел он с собою в Египет».
Оригинальный текст (иврит)בָּנָיו וּבְנֵי בָנָיו אִתּוֹ בְּנֹתָיו וּבְנוֹת בָּנָיו וְכָל זַרְעוֹ הֵבִיא אִתּוֹ מִצְרָיְמָה
Средневековый толкователь Книги Бытия, раввин Авраам ибн Эзра, пытался объяснить множественное число при упоминании «дочерей» Иакова при описании истории продажи Иосифа в рабство, предположив, что дочь Иакова Дина и внучка Иакова Серах (дочь Асира) упомянуты в стихе под общим названием. Однако, понимая, что подобное толкование не может объяснить второй стих, упоминающий дочерей Иакова отдельно от его внучек, Авраам ибн Эзра предположил, что в данном стихе в состав «дочерей Иакова» образно включаются малолетние дочери прислуги семьи, выросшие вместе с Диной.
Толкование, приведённое в Мидраше, отличается от предложенного Авраамом ибн Эзрой: там утверждается, что в Писании множественное число подчас заменяет единственное, и упоминание единственной дочери Дины в множественном числе не является исключением.
Средневековый комментатор Пятикнижия и Талмуда Раши привёл два вероятных объяснения упоминания дочерей Иакова во множественном числе:
- Объяснение раввина Йехуды бар Илаи, предположившего, что в каждом племени потомков Иакова вместе с мальчиками рождались дочери-близнецы, на которых и женились потомки Иакова мужского рода;
- Объяснение раввина Нехемьи, предположившего, что «дочерьми» Иаков называл своих невесток хананейского происхождения, не упомянутых в Писании[10].

Однако дальнейшие попытки комментаторов принять подобные объяснения лишь приводили к возникновению новых вопросов вследствие казавшейся неприемлемой вероятности брака потомков Иакова с единокровными сёстрами или с хананейскими женщинами.
Исходя из этого, комментатор Пятикнижия XIX века Шмуэль Давид Луццатто (Шадал), основываясь на объяснении раввина Авраама Григо, усомнился, что у Иакова не рождались дочери помимо Дины. Шадал отметил, что в Писании часто опускаются упоминания персонажей женского рода за исключением особенных случаев (как то похищение Дины Сихемом (Шхем бен Хамор)), отсюда и отсутствие прямых упоминаний прочих дочерей в Пятикнижии.
В пользу данного толкования говорит дальнейшее упоминание прочих женщин в потомстве Иакова, не вошедших в список членов его семейства в Книге Бытия, как, например, упоминание Иохаведы (Йохевед), дочери Левия (Леви).

## Дочери Иакова в легендах и культуре
Один из мостов над рекой Иордан, издревле ведущий из Галилеи на Голанские высоты, называется «Мост дочерей Иакова».
В соответствии с одной из местных легенд, записанной краеведом Зеэвом Вильнаи, на этом месте дочери Иакова оплакивали своего брата Иосифа, узнав от братьев о его гибели от хищного зверя, а их слёзы застыли и превратились в рассыпанные по округе базальтовые камни. Эта легенда отразилась и на арабском названии места — «Брод печали» (араб. ﻣﺨﺎﻀﺔ ﺍﻠﺤﺰﻦ‎ Мхадат аль-хузан).
Вильнаи сообщал, что арабские жители указывали и на место вблизи руин поселения Мишмар-ха-Ярден, где в тени древних деревьев расположились могилы дочерей Иакова.
В середине 90-х годов XX века в Израиле была популярна женская поп-группа «Дочери Иакова» (ивр. בנות יעקב‎ Бнот Яаков).